# 유니버설 픽처스
유니버설 스튜디오(Universal Studios) 또는 유니버설 픽처스(Universal Pictures)는 미국의 영화 제작사로서, 컴캐스트의 자회사이면서 Universal Filmed Entertainment group의 자회사를 두고있는 NBC 유니버설의 소유주 이기도 하다. 칼 라밀리를 포함한, 8명의 사람들이 1912년에, Universal Film Manufacturing Company라는 이름으로 설립된, 세계에서 4번째로 가장 오래된 영화 스튜디오이다. 영화 스튜디오는
캘리포니아주 유니버설 시티에 위치해 있으며, 본사 사무실은 뉴욕에 있다. 또한, 미국 영화 협회에도 가입 되어있는 헐리우드 메이저 5대 스튜디오이기도 하다.

## 역사

### 설립 초창기

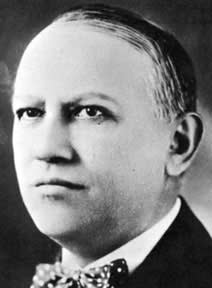
칼 라밀리

유니버설 스튜디오의 첫 창립자는 독일계 유대인이던 칼 라밀리였으며 그는 위스콘신주로 이주해 옷가게를 운영하고 있었다. 시카고로 여행을 떠나면서 우연히 니켈로디언 영화관의 유명세를 알고 놀란 그는 매표소에서 수시간 동안 투자자들이 몰려오고 나중에 돈을 세는 것을 보고 놀라게 된다. 이에 그는 구매한 옷가지를 다 포기하고 니켈로디언 영화를 보게 된다. 라밀리와 다른 소액 투자자들에게 1908년 에디슨의 영화 상영기 발명은 영화 산업에 획기적인 발견임과 동시에 새로운 투자처였다. 그러므로 그 소유권을 가지고 있던 트러스트 사에는 상영을 위해 일정 금액을 지불하게 됐다. 에디슨의 영화 상영기 특허와 함께 트러스트 사는 영화 산업과 관련 전시회에 모든 영향력을 행사할 수 있었으므로 당시 영화 업계의 근본 형태는 독점이었다.
곧 라밀리와 다른 니켈로디언 소유주들이 스스로 영화 작품을 제작함으로써 에디슨에게 지불할 필요를 없애기로 결의한다. 1909년 6월 라밀리는 소규모 영화사를 공동창업자인 아베, 줄리우스 스턴과 시작한다. 회사는 급진적으로 성장해 독립 영화사(Independent Moving Picture Company, IMP)로 규모를 키우게 된다. 당시 에디슨 측에서는 배우들을 직접 기용하거나 전면에 마케팅으로 활용하지 않았다. 이에 착안해 라밀리는 스타를 전면에 배치하여 가장 초기의 배우 양성 체계를 확립하고 1910년 처음으로 영화배우를 홍보에 기용하게 된다.
1912년 6월 8일 라밀리는 IMP를 8개의 소회사와 합병해 유니버설 영화제작회사(Universal Film Manufacturing Company)를 출범하게 한다. 칼 라밀리는 마크 딘텐패스, 찰리 O. 보만, 아담 케셀, 팻 파워스, 윌 스웬슨, 데이비드 호슬리, 로버트 H. 코채인, 줄리스 브랑투어와 함께 가장 핵심적인 인물이 되었으며 마지막에는 라밀리가 모든 지분을 사들였다. 다른 주주들이 떨어져 나가면서 라밀리는 영화 제작과 배급을 모두 담당하는 회사 운영을 이루면서 영화 산업 자체에 파란을 몰고 온다. 1925년 Universal Pictures Company, Inc.로 이름이 굳어진다.
서부 영화가 미국 영화를 주름잡게 되면서 1912년 말부터 영화사는 할리우드 내에서의 영화작품 제작에 힘을 쏟게 된다. 1915년 라밀리는 세계에서 가장 큰 영화 제작 시설인 유니버설 시티 스튜디오를 연다. 초기 전체 면적은 0.9-km2였으며 할리우드와 그리 멀지 않은 곳에 있어 관광객들을 끌어모으기에는 유리하였다. 이에 따라 할리우드에서 가장 큰 영화 제작 회사로 떠올랐다. 하지만 문제는 멜로드라마, 서부 영화, 시리즈 물을 만드는 데 제작 비용이 너무 많이 드는 데 반해 방문객들은 멀리 떨어진 소도시에서 산발적으로 오는 데 있었다.
1926년 어려움을 겪은 와중에도 독일 지사가 설치됐으며 1936년까지 매년 2~3개의 영화를 제작한다. 이후에는 헝가리와 오스트리아로 지분을 이주해 중앙 유럽을 중심으로 영화 보급에 나선다. 음성 영화가 등장하면서 독일어나 헝가리어, 폴란드어로 영화 제작이 가능해졌다. 미국에서는 이런 지사의 영화는 전혀 보급하지 않았지만 일부 전시회에서는 일반에 공개했고 외국영화, 독립영화의 라벨을 달고 미국에 입성할 수 있었다. 당시 나치의 지배하에 상당한 격동기를 겪었던 것 때문에 소유권에 있어 미국의 모회사는 지사를 계속적으로 유지할 수 없었다.

### 가족 같은 리더쉽

#### 유니버설 스튜디오 도서관
거의 모든 형태의 단편, 애니메이션 등 유니버설 픽처스에서 제작한 영화 와 NBC 방송국의 TV 제작물들의 방영권을 많이 보유하고 있다. 다음 유형의 영화를 제외하고는 자사가 소유하고 있다는 것인데 모든 영화, 자료들을 거의 유니버설 스튜디오에서 볼 수 있다. 또한, MGM 사가 소유하고 있는 영화 파일에 대해서도 일부 소유권을 행사하고 있다 (단, 파라마운트 사의 영화로는 《나는 결백하다》는 제외)
- 대부분의 무성영화는 현재 소유권이 다른 독립영화사로 이전돼 있다.
- 1931년 제작된 영화 워털루 다리, 1936년작 《쇼 보트》는 워너브라더스에 소유권이 있다.
- 1947년 영화인 《이중생활》은 리퍼블릭 영화사와 파라마운트 사가 공동소유하며 TV 방영권은 CBS에 있다.
- 《워쳐스 대습격》(Watchers, 1988)은 스튜디오 카날 사가 소유권을 갖고 있다.
- ITC 엔터테인먼트 사의 모든 영화는 원천적으로 유니버설 사와 다른 영화사가 함께 배급하기로 돼있으나 지금은 ITC의 후계에 해당하는 그라나다 영화사에서 권한을 갖고 있다.
- 텔레비전 방영권에 대해서는 모든 권한을 갖고 있지 않으며 미 방송협회의 지정에 따라 상당부분 제약을 받기도 한다. 때문에 워너브라더스 방송국이 방영권을 독자적으로 갖고 있는 작품은 유니버설이 직접 소유할 수 없다.

### 도약기 (1958 ~ 1989) <MCA 인수 후>

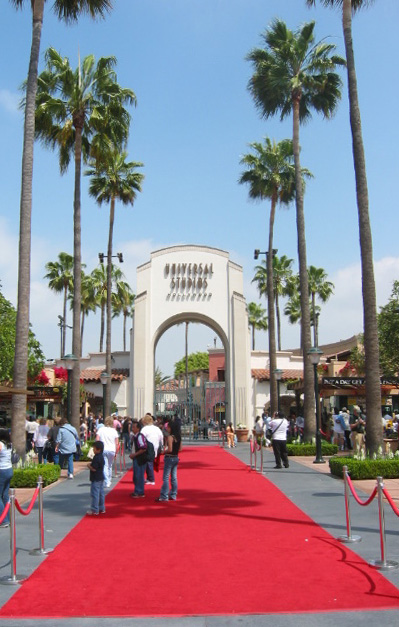
유니버설 스튜디오 할리우드 입구(2004년)

### 발전기 (1990 ~ 현재) <마쓰씨타, 씨그램, 비방디, NBC 유니버설>
1990년, MCA가 일본의 최대 전기 & 전자 회사 파나소닉에 인수되면서 MCA의 자회사로 편입된 유니버설 픽처스도 파나소닉의 아래에 놓였다. 유니버설 스튜디오로 사명을 변경하고 비디오 사업 부문의 명칭을 MCA/Universal 로 바꾼다.
하지만 누적 적자가 갈수록 심해지면서 파나소닉은 1995년에 캐나다의 주류 제조회사 겸 음반 제작 & 판매회사인 씨그램에게 유니버설을 팔아넘겼다.
1997년, 헐리우드의 유명한 제작자인 스티븐 스필버그 와 애니메이션의 대부 제프리 카젠버그, 음악계의 선두주자 데이비드 게펜이 함께 만든 드림웍스의 북미 배급권을 가져가게된다.
1998년, 폴리그램의 음반 사업부문과 영화 사업부문인 폴리그램 필름드 엔터테인먼트, 그램시 픽처스와 폴리그램과 협력관계를 맺고있던 도이체 그라모폰, 워킹 타이틀 필름스의 저작권과 운영권 모두 씨그램이 인수하게 되지만 1년뒤, 폴리그램은 영화부문을 유니버설 스튜디오로 음악부문은 유니버설 뮤직으로 각각 매각되면서 역사속으로 사라졌고, 2000년, 씨그램은 스튜디오 카날, 카날 플러스를 보유하고 있는 프랑스의 대중 매체 전문 회사 비방디에 회사 지분을 모두 넘긴다. 그리고 새롭게 비방디 유니버설 엔터테인먼트를 출범시키면서 비방디와의 상호협력에 관한 모든 역량을 집중하게 된다. 그리고 정식명칭을 유니버설 스튜디오에서 유니버설 픽처스로 다시 환원하게 된다.
2004년, 비방디는 비방디 유니버설 엔터테인먼트를 제너럴 일렉트릭에 넘긴다. NBC 와의 합병으로 제너럴 일렉트릭은 유니버설 지분 80%를 NBC는 20%를 나누어 갖게되면서 미국 최대의 네번째 미디어 그룹 NBC 유니버설을 탄생시킨다. 제너럴 일렉트릭은 토머스 에디슨이 설립한 전기.전자 회사로 미국의 민영방송사인 NBC를 보유 하고 있으며 NBC는 미국 시청자들을 대상으로 드라마, 엔터테인먼트, 뉴스를 만들어 방송하는 미디어 & 엔터테인먼트 기업이다.
2007년, 3D 애니메이션 전문회사인 일루미네이션 엔터테인먼트를 설립하고 2010년 첫번째 합작 영화인 슈퍼배드를 상영시킨다.
2011년, NBC 유니버설은 미국에서 가장 큰 SO 회사이자 인터넷 서비스 제공업체인 컴캐스트가 지분 51%를 인수하면서 유니버설 스튜디오 와 유니버설의 미디어 지주회사인 NBC 유니버설의 최대주주로 등극한다. (하지만 GE는 NBC의 경영권 지분 모두를 회수하면서 물러났다.)
2013년, 워너 브라더스와의 계약을 맺고있었던 레전더리 픽처스의 배급권과 액션영화 전문 제작사 실버 픽처스와의 파트너쉽을 3년간 체결했다.
2015년, 그램시 픽처스가 포커스 피처스의 레이블을 통해 다시 제작 & 배급 사업을 시작하게 된다.
2015년 12월, 스티븐 스필버그가 친정인 유니버설 스튜디오로 다시 돌아오면서, 릴라이언스 엔터테인먼트, Entertainment One, 그리고 Participant Media와 함께 새로운 영화 & TV 제작회사인 앰블린 파트너스 그룹을 출범시키고 5년간의 배급계약을 체결한다.
2016년 4월 28일, 재정난에 허덕이고 있는 드림웍스 애니메이션을 4조 3천억원에 인수하면서 컴캐스트 & 유니버설 스튜디오의 자회사가 된다. 이로써 드림웍스의 모든 사업군이 컴캐스트의 자회사가 되면서 제프리 카젠버그는 NBC 유니버설의 고문 겸 드림웍스의 뉴 미디어 사업부문의 회장으로 새롭게 취임하면서 드림웍스 애니메이션의 회장직에서 물러났다.

## 같이 보기
- 드림웍스
- 우디 우드페커